# Rozella
Rozella ist eine parasitisch lebende Gattung der Opisthokonta.

## Merkmale
Die Vertreter sind Parasiten und befallen vor allem Chytridiomycota und Eipilze. Sie wachsen im Inneren ihres Wirts als zellwandlose trophische Form. Zu einem bestimmten Zeitpunkt wandeln sie sich in dickwandige Ruhesporen oder in zellwandlose Zoosporangien um, die die ganze Wirtszelle ausfüllen. Sie sind holokarp, der ganze Thallus wandelt sich also in den Fruchtkörper um.
Zumindest die Art Rozella allomycis weist einige ultrastrukturelle Besonderheiten auf: Die Zoosporen besitzen einen gestreiften Rhizoplasten, der das Kinetosom (den Basalkörper der Geißel) mit einem großen, kugeligen Mitochondrion verbindet. Letzteres grenzt an den helmförmigen Zellkern.

## Systematik
Ihre taxonomische Einordnung ist umstritten. In einer molekulargenetischen Untersuchung von 2006 bildete Rozella zusammen mit den Microsporidia die erste von den übrigen Pilzen abzweigende Klade:
|  | übrige Pilze                                              |
|  |                                                           |
|  | \| \| Rozella \| \| \| \| \| \| Microsporidia \| \| \| \| |
|  |                                                           |
|  | Rozella                                                   |
|  |                                                           |
|  | Microsporidia                                             |
|  |                                                           |

|  | Rozella       |
|  |               |
|  | Microsporidia |
|  |               |

Aufgrund dieser Unklarheiten wurde Rozella später innerhalb der Pilze als incertae sedis geführt, also keinem höheren Taxon der Pilze zugeordnet.
Spätere Untersuchungen führten zu noch weitreichenderen Resultaten, nach denen Rozella 2012 nicht mehr als Teil der Pilze eingestuft wurde, sondern gemeinsam mit den Nuclearia, Fonticula und eben den Pilzen ein Taxon namens Nucletmycea bildet.

### Arten
Derzeit werden 24 Arten in die Gattung Rozella gerechnet:
| - Rozella achlyae - Rozella allomycetes - Rozella allomycis - Rozella apodyae-brachynematis - Rozella barrettii - Rozella blastocladiae | - Rozella canterae - Rozella chytriomycetis - Rozella cladochytrii - Rozella cuculus - Rozella diplophlyctidis - Rozella endochytrii | - Rozella irregularis - Rozella laevis - Rozella longicollis - Rozella longisporangia - Rozella marina - Rozella monoblepharidis-polymorphae | - Rozella parva - Rozella polyphagi - Rozella pseudomorpha - Rozella rhipidii-spinosi - Rozella rhizophlycti - Rozella rhizophydii |